# Драфт НХЛ 1987
Драфт НХЛ 1987 відбувся 9 червня в «Джо-Луїс-арені» (Детройт, штат Мічиган, США). Всього було проведено 12 раундів драфту, в котрих команди НХЛ закріпили свої права на спортивну діяльність 252 молодих хокеїстів.

## Вибір за раундом
| Загальне місце | Хокеїст         | Позиція              | Команда НХЛ            |
| -------------- | --------------- | -------------------- | ---------------------- |
| 1-й раунд      |                 |                      |                        |
| 1              | П'єр Тарджон    | центральний нападник | «Баффало Сейбрс»       |
| 2              | Брендан Шенаген | лівий нападник       | «Нью-Джерсі Девілс»    |
| 3              | Глен Веслі      | захисник             | «Бостон Брюїнс»        |
| 4              | Вейн Мак-Бін    | захисник             | «Лос-Анджелес Кінгс»   |
| 6              | Дейв Арчибальд  | правий нападник      | «Міннесота Норт-Старс» |
| 7              | Люк Річардсон   | захисник             | «Торонто Мейпл-Ліфс»   |
| 9              | Браян Фогерті   | захисник             | «Квебек Нордікс»       |
| 10             | Джейсон Мор     | захисник             | «Нью-Йорк Рейнджерс»   |
| 13             | Дін Чайновет    | захисник             | «Нью-Йорк Айлендерс»   |
| 14             | Стефан Кінталь  | захисник             | «Бостон Брюїнс»        |
| 15             | Джо Сакік       | центральний нападник | «Квебек Нордікс»       |
| 16             | Браян Марчмент  | захисник             | «Вінніпег Джетс»       |
| 17             | Ендрю Кесселз   | центральний нападник | «Монреаль Канадієнс»   |
| 18             | Джоді Галл      | крайній нападник     | «Гартфорд Вейлерс»     |
| 2-й раунд      |                 |                      |                        |
| 22             | Бред Міллер     | захисник             | «Баффало Сейбрс»       |
| 27             | Марк Фіцпатрік  | воротар              | «Лос-Анджелес Кінгс»   |
| 33             | Джон Леклер     | лівий нападник       | «Монреаль Канадієнс»   |
| 34             | Джефф Гаккетт   | воротар              | «Нью-Йорк Айлендерс»   |
| 38             | Ерік Дежарден   | захисник             | «Монреаль Канадієнс»   |
| 39             | Адам Берт       | захисник             | «Гартфорд Вейлерс»     |
| 3-й раунд      |                 |                      |                        |
| 44             | Матьє Шнайдер   | захисник             | «Монреаль Канадієнс»   |
| 45             | Роб Замунер     | крайній нападник     | «Нью-Йорк Рейнджерс»   |
| 47             | Бред Веренка    | захисник             | «Едмонтон Ойлерс»      |
| 4-й раунд      |                 |                      |                        |
| 69             | Майк Салліван   | центральний нападник | «Нью-Йорк Рейнджерс»   |
| 71             | Джо Сакко       | правий нападник      | «Торонто Мейпл-Ліфс»   |
| 5-й раунд      |                 |                      |                        |
| 91             | Майк Іствуд     | центральний нападник | «Торонто Мейпл Ліфс»   |
| 98             | Тед Донато      | лівий нападник       | «Бостон Брюїнс»        |
| 105            | Шон Ван Аллен   | центральний нападник | «Едмонтон Ойлерс»      |
| 6-й раунд      |                 |                      |                        |
| 110            | Шон Макічерн    | лівий нападник       | «Піттсбург Пінгвінс»   |
| 114            | Гарт Сноу       | воротар              | «Квебек Нордікс»       |
| 115            | Людек Чайка     | захисник             | «Нью-Йорк Рейнджерс»   |
| 142            | Тод Хаджі       | центральний нападник | «Вінніпег Джетс»       |
| 145            | Пітер Чавалья   | центральний нападник | «Калгарі Флеймс»       |
| 8-й раунд      |                 |                      |                        |
| 149            | Джим Дауд       | центральний нападник | «Нью-Джерсі Девілс»    |
| 150            | Віктор Тюменєв  | центральний нападник | «Ванкувер Канакс»      |
| 152            | Їржі Кучера     | центральний нападник | «Піттсбург Пінгвінс»   |
| 161            | Кріс Віннс      | крайній нападник     | «Бостон Брюїнс»        |
| 166            | Теорен Флері    | правий нападник      | «Калгарі Флеймс»       |
| 9-й раунд      |                 |                      |                        |
| 172            | Ярмо Мюллюс     | воротар              | «Міннесота Норз-Старс» |
| 11-й раунд     |                 |                      |                        |
| 213            | Рогер Ганссон   | крайній нападник     | «Ванкувер Канакс»      |
| 230            | Даріус Руснак   | центральний нападник | «Філадельфія Флаєрс»   |
| 12-й раунд     |                 |                      |                        |
| 250            | Магнус Свенссон | захисник             | «Калгарі Флеймс»       |
| 252            | Ігор Вязьмикін  | лівий нападник       | «Едмонтон Ойлерс»      |

## Сумарна статистика за країнами
| Місце                      | Країна                     | Кількість |
| -------------------------- | -------------------------- | --------- |
| 1                          | Канада                     | 116       |
| 2                          | США                        | 99        |
| Всього з Північної Америки | Всього з Північної Америки | 215       |
| 3                          | Швеція                     | 15        |
| 4                          | Чехословаччина             | 10        |
| 5                          | Фінляндія                  | 6         |
| 6                          | Норвегія                   | 2         |
| 6                          | СРСР                       | 2         |
| 8                          | Данія                      | 1         |
| 8                          | ФРН                        | 1         |
| Всього з Європи            | Всього з Європи            | 37        |